# Jobst von Randow
Jobst von Randow (* 1506; † 15. September 1551) war Landbesitzer und Lehensnehmer des Erzbischofs von Magdeburg. Er ist der letzte gemeinsame Stammvater beider Linien der Familie.

## Leben
Das Geburtsdatum von Jobst von Randau ist nicht bekannt; sein Geburtsjahr errechnet sich nach der Altersangabe auf seinem Epitaph als 1506. Urkundlich tritt er erstmals 1530 auf, als er sich beim Erzbistum Magdeburg meldet, um die Lehen seines inzwischen verstorbenen Vaters Albrecht anzutreten. Da er keinen Lehnsbrief vorlegen kann – diesen hätten seines Wissens seine Vormünder der bischöflichen Kanzlei überantwortet – ergibt sich ein langwieriger Streit um die Eintragung, der etwa drei Jahre dauert.
Dreizehn Jahre später – am 20. Oktober 1546 – hat sich der Streit offensichtlich erledigt, denn beim Regierungsantritt von Erzbischof Johann Albrecht werden Randow sämtliche Lehen, „wie sein Vater Albrecht von Randaw und er diese … zu lehne gehabt“, erneut verliehen. In dieser Zeit ist Randow wohl recht wohlhabend. Jedenfalls verbürgt er sich am 2. Februar 1536 gemeinsam mit vielen Anderen für ein Darlehen von 21.400 Rheinischen Gulden des Erzbischofs von Mainz und Magdeburg bei Herzog Friedrich zu Schlesien-Liegnitz.

### Ehefrau und Kinder
Im Jahre 1538 ist Randow verheiratet. Die Eheschließung wird am 27. Juni des Jahres konfirmiert; sie hat aber möglicherweise schon vorher stattgefunden, denn die Konfirmierung kann sich oft mehrere Jahre hinziehen. Seine Ehefrau ist Ursula von Lindenau, die Tochter des kurfürstlichen Stallmeisters Achatz von Lindenau und der Anna von Mühlen (Miehlen). Mit ihr hat Randow insgesamt acht Kinder: Albrecht, Caspar, Andreas, Jost, Anna, Rahel, Katharina und Ursula. Außer Albrecht und Caspar fallen alle 1551 der Pest zum Opfer, die damals in Loburg grassierte. Die überlebenden Söhne sind die Stammväter der beiden heutigen Linien der Familie.

### Übertritt zum Protestantismus
Randow lebte in einer Zeit des religiösen Umbruchs. Die Reformation war seit den 20er Jahren des Jahrhunderts in Gang gekommen und irgendwann in dieser Zeit ist auch Randow zum evangelischen Glauben übergetreten. Der genaue Zeitpunkt ist nicht festzustellen. Vielleicht geschah dies unter dem Einfluss des Pfarrers Ludolph Rosemeyer, mit dem Randow später manchen Strauß ausfechten sollte.

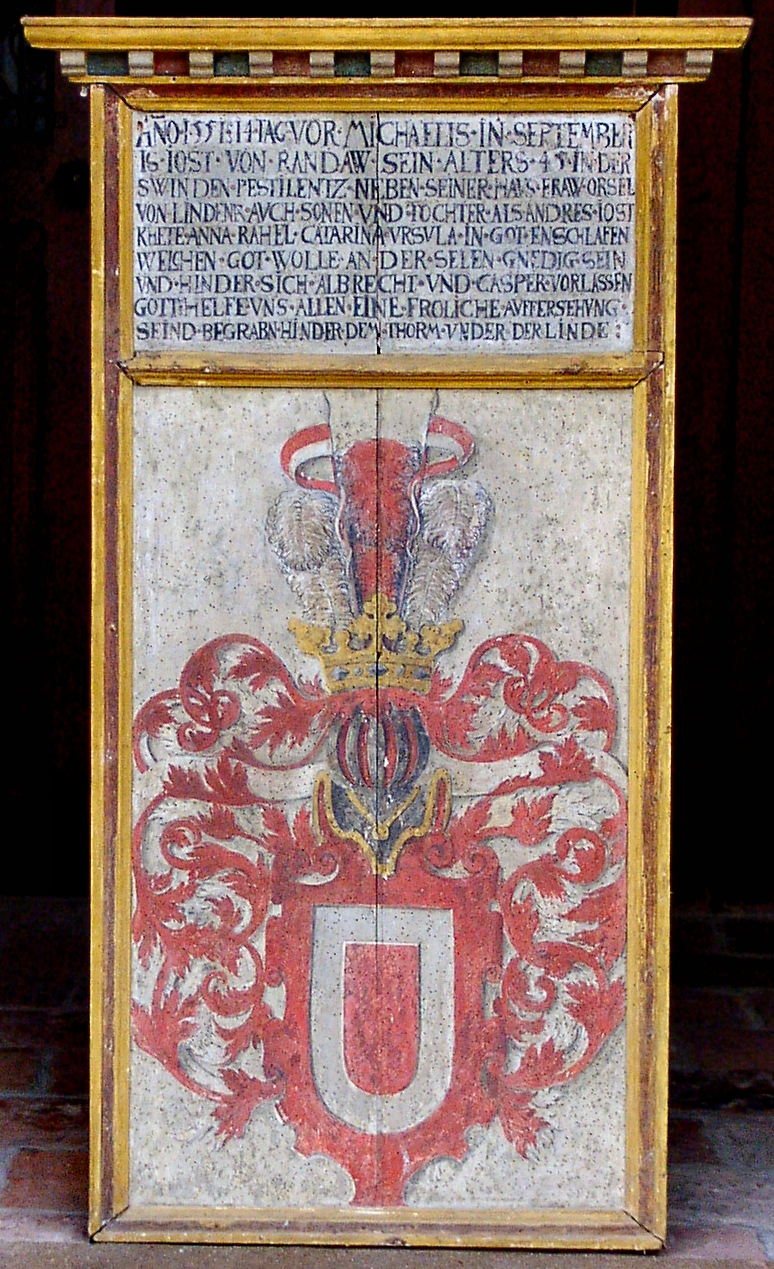
Epitaph des Jobst von Randow und seiner Familie in der Kirche zu Loburg

Randow und seine Familie sterben im Jahre 1551, 14 Tage vor Michaelis an der „swinden Pestilenz“. Mit ihm sterben seine Frau und sechs seiner Kinder. Es überleben nur die Söhne Albrecht und Caspar, die wohl schon erwachsen und außer Haus sind.

## Epitaph
Das Todesdatum verdanken wir einem schlichten, hölzernen, bemalten Epitaph in der Laurentiuskirche zu Loburg mit dem Randow-Wappen und folgender Inschrift:
ANO·1551·14·TAG·VOR·MICHAELIS·IN·SEPTEMBER
IS·IOST·VON·RANDAW·SEIN·ALTERS·45·IN·DER
SWINDEN·PESTILENTZ·NEBEN·SEINER·HAUS·FRAW·ORSEL
VON·LINDENA·AUCH·SONEN·VND·TOCHTER·ALS·ANDRES·JOST
KHEN·ANNA·RAHEL·CATARINA·VRSVLA·IN·GOT·ENSCHLAFEN
WELCHEN·GOT·WOLLE·AN·DER·SELEN·GNEDIG·SEIN
VND·HINDER·SICH·ALBRECHT·VND·CASPER·VORLASSEN
GOTT·HELFE·VNS·ALLEN·EINE·FROLICHE·AVFFERSTEHVNG ·
SEIND·BEGRABN·HINDER·DEM·THORM·VNDER·DER·LINDE